# Безимен пръст
Безимен пръст е четвъртият пръст на човешката ръка ако се брои от страната на палеца. В различните езици името му означава различни неща, но е ясно че в много от тях се свързва с магия. На този пръст обикновено се носят брачните халки.
Според легендата, която идва от древен Египет и след това древен Рим, през този пръст минава кръвоносен съд, наречена „вена на любовта“, който отвежда право в сърцето.
Той е най-слабият от всички пръсти и повечето хора не могат да го държат изправен самостоятелно.
Безименния пръст е втория ако го броим от кутрето. Той е безименен. Този пръст е в средата на ръката като е до средният пръст и палеца